# 川目亨一
川目 亨一（かわめ こういち、1853年7月29日（嘉永6年6月24日） - 1907年（明治40年）2月20日）は、明治時代の司法官。大審院検事。宮城控訴院検事長。

## 経歴
川目正徳の長男として、江戸に生まれる。1868年（明治元年）静岡に移住した。昌平黌に学び、1877年（明治10年）司法省出仕生徒を経て、1881年（明治14年）判事となる。1883年（明治16年）検事に転じ、1890年（明治23年）大審院検事に、1898年（明治31年）宮城控訴院検事長に任じた。ほか、判検事登用試験委員長を務めた。在職中に秩父事件、加波山事件、大津事件などを担当した。1907年（明治40年）2月、脳溢血により死去した。

## 親族
- 娘婿：菅原傳（長女隆子夫、衆議院議員）[3]